# Siouzanna Stanik
Siouzanna Romanivna Stanik (ukrainien : Станік Сюзанна Романівна) née le 27 septembre 1954 à Lviv (R.S.S. d'Ukraine, URSS), est une femme politique ukrainienne. Elle est ministre de la Justice entre 1997 et 2002 puis juge de la Cour constitutionnelle entre 2004 et 2010.

## Biographie
Elle est diplômée de l'université de Lviv Ivan Franko.
Elle est ministre de la Justice du gouvernement Poustovoïtenko, du gouvernement Iouchtchenko et du gouvernement Kinakh. Elle est ensuite membre de la Cour constitutionnelle de l'Ukraine de 2004 à 2010.